# Pro-Fit
Pro-Fit Inc. (jap. 有限会社プロ・フィット Yūgen-gaisha Puro Fitto) – japońska agencja zarządzająca talentami, która głównie zajmuje się aktorami głosowymi, założona 4 listopada 2003 w Tokio.

## Członkowie

### Mężczyźni
- Kaito Ishikawa
- Taro Masuoka
- Kenichi Mine
- Nobuhiko Okamoto
- Ryo Sugisaki
- Shinya Takahashi

### Kobiety
- Ai Kayano
- Nozomi Masu
- Fumi Morisawa
- Marie Miyake
- Juri Nagatsuma
- Kumiko Nakane
- Sachiko Okada
- Natsumi Takamori
- Ryōko Tanaka
- Aoi Yūki

## Byli członkowie

### Mężczyźni
- Minoru Shiraishi

### Kobiety
- Ryōko Tanaka